# 元祜
元祜（482年—537年9月6日），一作祐，字保安，河南郡洛阳县（今河南省洛阳市东）人，魏太武帝拓跋焘曾孙，长乡县侯拓跋提之子，北魏宗室、官员。

## 生平
元祜以给事中为起家官，转任司徒主簿，升任太尉从事中郎，又出任游击将军，转任冠军将军、平城镇将。当时北魏四处兵祸烽起，元祜出任后将军、代理恒州刺史，封武强县开国子，食邑三百户。孝昌三年（527年），元祜担任信都城防城都督，弟弟元孚担任冀州刺史。葛荣从春到冬，围困信都一整年，信都因为粮食耗尽没有援兵被攻克。葛荣想要先杀死元祜的侄子元子礼，元孚请求先死换元子礼一命，他向葛荣叩头流血，葛荣才放弃。葛荣集中部下，商议元祜和元孚等人的生死。元祜和元孚各自诬陷自己承认过失，争先恐后的求死。元孚部下潘永基等数百人都叩头请求处死自己，让元孚活着。葛荣说：“这些都是北魏的忠臣义士。”于是北魏的俘虏五百人都得以免死。
元祜后出任平东将军、银青光禄大夫、兼任太仆卿。等到关中扰乱，元祜出任散骑常侍、光禄勋卿、潼关都督，又加武卫将军，加号安南将军、东道军司。元祜又出任使持节、都督三徐诸军事、镇东将军、徐州刺史，很快加卫将军，其余官职如故。不久元祜又兼任侍中、兼领军将军，永熙三年二月壬午（534年3月29日），前任徐州刺史元祐出任卫大将军、仪同三司。元祜又出任宗师，其余官职如故。元祜又出任侍中、其余官职如故，加号骠骑大将军。天平四年岁次丁巳八月甲子朔十六日乙卯（537年9月6日），元祜去世，虚岁五十六，国家追悼，赠予使持节、太傅、司徒公、录尚书事、都督冀定沧瀛四州诸军事、骠骑大将军、冀州刺史、侍中、开国子如故，谥号孝穆，其年闰月癸亥朔廿二日甲申（537年11月10日）葬于邺都城西漳河之北的皇宗陵墓内。

## 墓葬
因河北省南水北调中线工程的输水渠道计划通过磁县北朝墓群所在地区，受河北省文物局南水北调工程文物保护办公室的委托，中国社会科学院考古研究所河北工作队于2006年9月至2007年7月间，抢救性发掘清理了磁县北朝墓群M003号墓，发现元枯墓志一方，出土随葬品190多件。2008年4月8日，元祜墓考古发掘项目和河南安阳固岸东魏北齐墓地考古发掘项目，联合作为北朝考古项目，荣获2007年度全国十大考古新发现。

## 家庭

### 曾祖
- 拓跋焘，北魏世祖太武皇帝[3]

### 祖父
- 拓跋谭，临淮宣王[3]

### 父亲
- 拓跋提，临淮懿王[3]

### 兄弟
- 元昌
- 元孚，西魏太尉、扶风文简王
- 元颖，北魏员外郎

### 儿子
- 元良，北齐浮阳郡事[1]